# ビギン (ザ・ミレニウムのアルバム)
『ビギン』（Begin)は、アメリカの音楽グループ、ザ・ミレニウムが1968年7月にコロムビア・レコードからリリースした唯一のスタジオ・アルバム。

## 概要
ミレニウムは、ボールルーム、サジタリウス、ミュージック・マシーンなど、ロサンゼルスの様々なポップ・グループのメンバーがアルバム制作のために協力することになり、初めて結成された。
過去にレコーディングされた楽曲をアレンジするとともに、バンドは1968年初頭、コロンビア・スタジオで『Begin』のレコーディングと曲作りを開始した。『ビギン』は、サイモン&ガーファンクルのアルバム『ブックエンド』に続く、16トラック録音技術を使った2枚目のアルバムだった。後にサンシャイン・ポップと呼ばれる、豊かなハーモニー・ヴォーカルと豪華なオーケストレーションによるサイケデリアの影響を受けたスタイルで曲を書いた。このアルバムの複雑なレコーディングと長いスタジオ時間のため、1968年までにレコーディングされた最も予算の掛かったスタジオ・アルバムとなった。
アルバムはリリース時に批評家の称賛を受けたが、セールスは失敗、米国と英国でチャートイン出来なかった。グループは、すでにレコーディングを開始していた次作のアルバムを中止した。1960年代のポップ・ミュージックは新しい世代の批評家によって再評価されたため、アルバムが1990年代にCD化された後も、アルバムは引き続き肯定的な評価を受け、AllMusicはこのアルバムを「正真正銘の失われたクラシック」と見なし、 「その時代のより広く人気のあるアルバム」と同じレベルであり、ピッチフォーク・メディアはそれを「おそらく、ザ・ビーチ・ボーイズ以外でLAで制作された60年代ポップスの最高傑作だろう」と宣言している。

## 制作
エタニティーズ・チルドレンのデビュー アルバムのリリースに続いて、 カート・ベッチャーとキース・オルセンはザ・ミレニウムと呼ばれるボールルームとサジタリウスのメンバーを含む新しいグループを結成した。サンディ・サリスベリーは後に「ボールルームが解散した時は落胆した。私は少し音楽から離れたが、まだ文筆業には進まなかった。レコーダーを手に入れ、独自のデモを作成した。ハリウッド北の借家で夜遅くまでレコーディングしていた」と語った。後に彼はベッチャーのグループの一員としてレコーディングに招待された。プロデューサーのゲイリー・アッシャーが主導のサジタリウスとは異なり、ミレニアムはベッチャーの「独自の構想」と表現された。グループのマイク・フェネリーは次のように述べている「我々は、最初の作曲、デモ、マスター・レコーディングにおいて、実に高いレベルのクリエイティビティに大いに熱中した」
レコーディングは1968年7月に完了した。このアルバムに収録されている「5 AM」、「I Just Want to Be Your Friend」、「The Island」、「Some Sunny Day」、「Karmic Dream Sequence no. 1」は、ベッチャーとサリスベリーが以前在籍していたザ・ボールルームがレコーディングしたものである。 コロムビアは、カートの自己プロダクション契約を買い取る一環として、スティーブ・クラークからこれらの曲の権利を取得した。ギタリスト兼ソングライターのジョーイ・ステックは、「記録には残した。でも、本当にそうする必要があったとは思っていない。マネージメントがなかったからだ」と述べた。アルバムの完成に際して、コロンビアはレコーディングに10万ドルを投資し、1968年までに録音されたレコードの中で最も高額なものとなった。予算の多くは、スタジオの営業時間中にレコーディングを準備するというベッチャーの方法によるものだった。

## 音楽

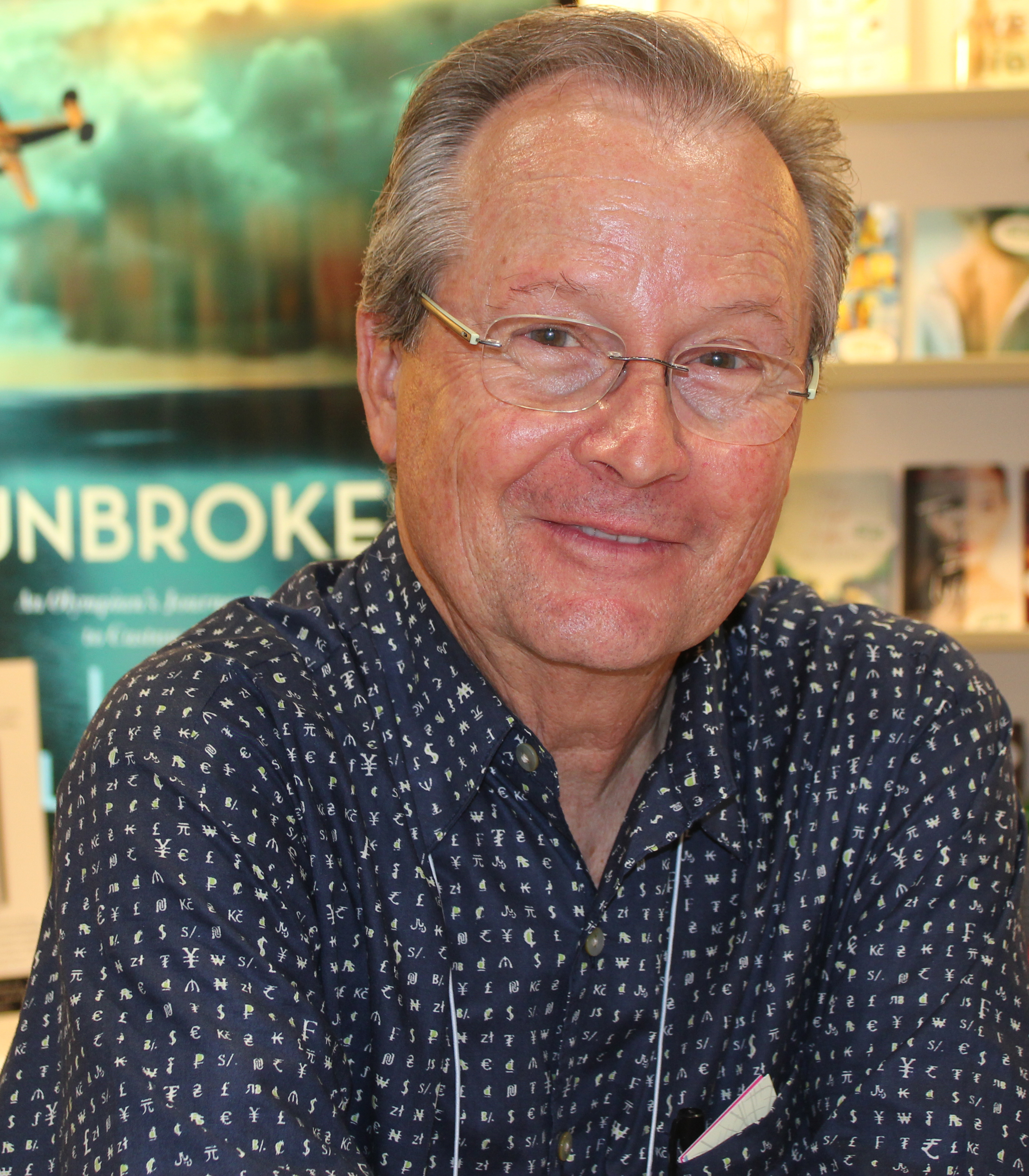
サンディ・サリスベリー

デヴィッド・ハワードは著書『Sonic Alchemy: Visionary Music Producers and Their Maverick Recordings』の中で、『ビギン』の音楽を「遅ればせながら登場したジャンル」であるサンシャイン・ポップに属するとし、このジャンルの「おそらく最も明確な集大成」であると述べている。AllMusicは、このジャンルを1960年代半ばに主流となったポップ・ミュージックの一形態であり、サイケデリアの穏やかな影響を受け、「豊かなハーモニー・ヴォーカル、豪華なオーケストレーション、そして容赦ない陽気さ」が組み合わされたものだと説明している。
『ビギン』の歌詞やテーマの中には、現在の世界情勢やメンバーに起こっている個人的な体験が反映されているものもある。「To Claudia on Thursday」は、当時妊娠していたベッチャーの妻クラウディアについて書かれた。 ジョーイ・ステックは 「It's You」について、ベトナム戦争からケネディ大統領暗殺事件、ロバート・ケネディ暗殺事件に至るまでの情報を隠蔽する体制について歌っていると説明し、特に 「You only let me see what you have planned for me / I guess they'll never be anything more （あなたが私に見せたのは、あなたが私に計画したものだけ／彼らは決してそれ以上のものにはならないだろう）」という歌詞に注目している。ダグ・ローズは、「It's You」がアルバムでの彼の個人的なお気に入りの曲であると述べた。リー・マローリーは「I'm With You」について、1966年のイースター・サンデーにロサンゼルスのエリジアン・パークで行われたラブ・イン（ラブ・インとは、瞑想、愛、音楽、セックス、娯楽ドラッグの使用などに焦点を当てた、平和的な公共の集まりのこと）に行った後に書いたと説明している。マローリーは「There is Nothing More to Say」のコードを考え、カートはメロディーを、マイケル・フェネリーは歌詞を書いた。最後の曲「Anthem (Begin)」はカートとダグが作った曲。サンディ・サリスベリーは、「Karmic Dream Sequence #1」という曲について、「おそらく、ミレニウムの本質を表している」と述べ、「私たちは、芸術的表現において自発的であると同時に、固定的であった。私たちは、芸術的表現において自発的でありながら、個人としての自分自身を確立していた」と述べた。曲の歌詞はベッチャーとリーによって書かれ、ベッチャーとキース・オルセンが作曲した。この曲では、ベッチャーが招いた日本人女性が琴を演奏している。マローリーは 「Karmic Dream Sequence #1」について語り、それは祖母が亡くなる前に最後に祖母を訪ねた帰省から得られたものだと説明した。彼は最初と2番目の歌詞を書いてカートに見せ、カートはそれに繋ぎの部分を書き足した。「5 A.M.」は、ソングライターのサンディ サリスベリーによるもので、「かなり早朝の時間についてメロディックな作品を書きたい」と考えていた。サリスベリーは、この曲のボサノヴァ音楽、特にアントニオ・カルロス・ジョビンへの傾倒から引き出した。

## リリース
『ビギン』のリリースに先立ち、1968年6月にアルバムのファースト・シングルとして「It's You」と「I Just Want To Be Your Friend」をカップリングしたシングルがコロムビア・レコードからリリースされた。『ビギン』は1968年7月にコロムビア・レコードからリリースされ、音楽評論家からは好意的な評価を受けたが、「商業的には大失敗」と評され、イギリスでもアメリカでもチャートインすることはできなかった。これにより、グループは次作の制作を中止した。リリースに続いて、ベッチャーはより大きな芸術的自由を確保するために、ゲイリー・アッシャーと共にTogether Recordsを立ち上げた。
1990年、『ビギン』はコンパクトディスクで再発売された。 このバージョンには2曲のボーナストラック（「Just About the Same」と「Blight」）が含まれていたが、これはアルバムのリリース後にコロンビアが却下した7インチシングルのために録音されたものであった。Rev-Olaなどのレーベルから『ビギン』が再発されたことで、元ミレニアムのメンバーはSonic Past Musicのジョー・フォスターに連絡を取り、コンピレーションアルバム『Pieces』で再リリースするためのオリジナルデモを入手できるようになった。

## 回顧的評価
| 専門評論家によるレビュー | 専門評論家によるレビュー |
| レビュー・スコア         | レビュー・スコア         |
| 出典                     | 評価                     |
| ------------------------ | ------------------------ |
| AllMusic                 | [ 15 ]                   |
| Uncut                    | [ 16 ]                   |

1990年代を通して、セイント・エティエンヌ、ハイ・ラマズ、オリヴィア・トレマー・コントロールなどのポップ志向の音楽グループが始まり、レコード・コレクターや音楽評論家が1960年代のポップ ミュージックを再評価し始め、それが『ビギン』の人気の高まりにつながった。
回顧的なレビューから、 AllMusicはアルバムを「正真正銘の失われたクラシック」と表現し、ザ・バーズの「名うてのバード兄弟」などの「その時代のより広く人気のあるアルバム」と同じレベルにある。レビューは作品を賞賛し、作詞作曲を「スターリングで革新的であり、この時代の非常に多くのレコードを傷つけたサイケデリックな過度の耽溺のタイプに迷うことは決してない」と説明した。 「It's You」という曲は、「これまでに生み出された時代と同じくらいパワフルで完全に実現されており、ビーチボーイズやバーズ、そしてもちろんビートルズでさえも簡単に匹敵する」と特に注目している。
『The Mojo Collection』の本の中で、雑誌はアルバムを「驚くほどモダン」で、曲は「プロダクションと同じくらい強力」であると言及した。コンピレーションアルバム『Pieces』をレビューし、ドミニク・レオーネは『ビギン』を「おそらく、ビーチ・ボーイズ以外でLAで制作された60年代ポップスの最高傑作だろう」と評した。
『Uncut』は次のように述べている。 「ベッチャーの構造を解体し再構築する能力は、聴き手に無限の聴覚的喜びの可能性を与える」 そして「更に 『To Claudia On A Thursday』だけでマニュアルを書くこともできるし、ただ横になってカットアップされた音に脳を洗われることもできる」。

### 影響
アルバムのリリースに続いて、各アーティストがアルバムの曲をカバーし始めた。これには、「To Claudia on Thursday」の両方をカバーしたCBビクトリアが含まれていた。「There Is Nothing More to Say」は、ゆかいなブレディー家で有名なクリストファー・ナイトとモーリーン・マコーミックによって、わずかに書き直された歌詞でカバーされた。「It's You」などの他の曲は、Clingonなどの日本のグループによってカバーされている。
元ミレニアムのメンバーは、アルバムのリリースから数十年経った今でも、ライブ・ショーで『ビギン』の曲を演奏している。

## トラックリスト
| #  | タイトル                          | 作詞・作曲                  | 時間 |
| -- | --------------------------------- | --------------------------- | ---- |
| 1. | 「Prelude」                       | Ron Edgar, Doug Rhodes      | 1:18 |
| 2. | 「To Claudia on Thursday」        | Michael Fennelly, Joey Stec | 3:26 |
| 3. | 「I Just Want to Be Your Friend」 | Curt Boettcher              | 2:34 |
| 4. | 「5 A.M.」                        | Sandy Salisbury             | 2:48 |
| 5. | 「I'm With You」                  | Lee Mallory                 | 2:35 |
| 6. | 「The Island」                    | Boettcher                   | 3:18 |
| 7. | 「Sing to Me」                    | Mallory                     | 2:15 |

| #  | タイトル                         | 作詞・作曲                            | 時間 |
| -- | -------------------------------- | ------------------------------------- | ---- |
| 1. | 「It's You」                     | Fennelly, Stec                        | 3:21 |
| 2. | 「Some Sunny Day」               | Mallory                               | 3:22 |
| 3. | 「It Won't Always Be the Same」  | Fennelly, Stec                        | 2:57 |
| 4. | 「The Know It All」              | Boettcher                             | 2:40 |
| 5. | 「Karmic Dream Sequence #1」     | Boettcher, Mallory                    | 5:58 |
| 6. | 「There Is Nothing More to Say」 | Boettcher, Fennelly, Mallory          | 2:23 |
| 7. | 「Anthem (Begin)」               | Boettcher, Mallory, Rhodes, Salisbury | 2:39 |

## メンバー
- カート・ベッチャー（Curt Boettcher) – ボーカル、ギター、プロデューサー。
- キース・オルセン（Keith Olsen) - プロデューサー
- ロン・エドガー (Ron Edgar) – ドラム、パーカッション
- リー・マローリー (Lee Mallory) - ボーカル、ギター
- ジョーイ・ステック (Joey Stec) – ボーカル、ギター
- ダグ・ローズ (Doug Rhodes) – ベース、ハープシコード、ピアノ
- マイケル・フェネリー (Michael Fennelly) - ボーカル、ギター
- サンディ・サリスベリー (Sandy Sarisbury) - ボーカル、ギター
- ゲイリー・アッシャー (Gary Usher) - エグゼクティブ・コーディネーション
- ジェラー＆バトラー・アドバタイジング (Geller and Butler Advertising) - アルバム・デザイン
- ボブ・ブラウン (Bob Brown) - 個人マネージメントおよびアソシエイト